# Barbara Kingsolver
Barbara Ellen Kingsolver (Annapolis, 1955. április 8. –) amerikai írónő.

## Élete
Barbara Kingsolver Wendell Roy Kingsolver orvos és felesége, Virginia Lee, született Henry lányaként nőtt fel a vidéki Kentucky államban, Carlisle-ban, majd hétéves korában rövid ideig a belga-kongói Léopoldville-ben élt szüleivel. Kingsolver először zongorát, majd biológiát tanult a DePauw Egyetemen (B.Sc. 1977). Egy évre Franciaországba ment, majd a következő húsz évet az arizonai Tucsonban töltötte, ahol 1980-ban az Arizonai Egyetemen szerzett M.A. diplomát környezettudományból és biológiából.
Egy ideig szabadúszó újságíróként dolgozott. 1985-ben hozzáment Joseph Hoffmannhoz, egy lányuk született. Első regénye 1988-ban jelent meg. 1988-ban frusztráltan és az Öbölháború miatt aggódva egy évre Tenerifére költözött lányával. 1992-ben elvált első férjétől. 1994-ben hozzáment Steven Hopp ornitológushoz, akivel egy lányuk van. 2004-ben egy Washington megyei (Virginia) farmra költöztek.
A Pigs in Heaven című regénye 1993-ban elnyerte a Los Angeles Times könyvdíját. Regényei mellett megírta az Animal, Vegetable, Miracle című könyvet, amely családja helyi termékek fogyasztásának tapasztalatairól szól. Könyvei a liberális amerikai művelt középosztály aktuális kérdéseivel foglalkoznak, és könyvei rendszeresen szerepelnek a New York Times bestsellerlistáján.
Kingsolver 1994-ben a DePauw Egyetem, 2008-ban pedig a Duke Egyetem díszdoktora lett. 2000-ben a National Humanities Medal kitüntetést kapta. Számos ösztöndíjat és könyvdíjat kapott, többek között 2008-ban Nautilus Book Awardot, 2010-ben pedig Orange Prize for Fiction díjat a The Lacuna című regényéért, amely 2011-ben az IMPAC Dublin Literary Award rövidlistáján szerepelt. 2011-ben megkapta a Dayton Irodalmi Békedíjat. Jelölték a PEN/Faulkner Award szépirodalmi díjra és többször a Pulitzer-díjra, amelyet 2023-ban a Demon Copperhead című művével nyert el. 2013-ban megkapta a Globális Környezetvédelmi Polgári Díjat. Kingsolvert 2021-ben beválasztották az Amerikai Művészeti és Irodalmi Akadémia tagjai közé.
2000-ben megalapította a Bellwether-díjat, amelynek célja a "társadalmi változás irodalmának" szerzőit támogatni. Kingsolver egy ideig jótékonysági céllal zenélt a Rock Bottom Remainders nevű irodalmi rockzenekarral.
2023-ban elnyerte az amerikai Pulitzer-díjat szépirodalomért a Demon Copperhead című regényéért. A díjat megosztja Hernan Diazzal (Trust), amire még nem volt példa ennél a díjnál. 2023-ban a mű elnyerte a Women's Prize for Fiction és a James Tait Black Memorial Prize "Fiction" kategóriában az Egyesült Királyságban.

## Művei (Válogatás)
- The Bean Trees, 1988
- Homeland and Other Stories, 1989
- Holding the Line: Women in the Great Arizona Mine Strike of 1983, 1989
- Animal Dreams, 1990
- Another America, Gedichte, 1992
- Pigs in Heaven, 1993
- High Tide in Tucson: Essays from Now or Never, 1995
- The Poisonwood Bible, Harper, 1998
- Prodigal Summer, 2000
- Small Wonder: Essays, 2002
- Last Stand: America's Virgin Lands. Fotografien Annie Griffiths Belt. 2002
- Steven L. Hopp, Camille Kingsolver: Animal, Vegetable, Miracle: A Year of Food Life, 2007
- The Lacuna, 2009
- Flight Behavior, 2012
- Unsheltered, Faber, 2018
- Demon Copperhead, Harper, 2022

### Magyarul megjelent
- Mérgezett Éden (The Poisonwood Bible) – Cartaphilus, Budapest, 2020 · ISBN 9789632667485 · Fordította: Németh Luca
- Demon Copperhead; ford. Stemler Miklós; Cartaphilus, Pécs– Újlengyel, 2024

## Egyéb információk
- Barbara Kingsolver az IMDb-n
- Honlapja

## Fordítás
- Ez a szócikk részben vagy egészben  a   Barbara Kingsolver című német Wikipédia-szócikk fordításán alapul.  Az eredeti cikk szerkesztőit annak laptörténete sorolja fel. Ez a jelzés csupán a megfogalmazás eredetét és a szerzői jogokat jelzi, nem szolgál a cikkben szereplő információk forrásmegjelöléseként.